# あ・じゃ・ぱん
『あ・じゃ・ぱん』は矢作俊彦の長編小説。1997年11月に新潮社より上下巻で刊行。2002年3月に加筆・訂正の上に上下巻を1冊にまとめて新装版として角川書店より刊行される。2009年11月上下巻で文庫版（角川文庫）が刊行。
矢作俊彦の代表作の一つとされる。1998年Bunkamuraドゥマゴ文学賞受賞。タイトルは最後の「ん」「N」に「!」（感嘆符）が融合した文字となっており「あ・じゃ・ぱ!」「あ・じゃ・ぱん!」などと表記されることもあるが、本項目では「あ・じゃ・ぱん」と表記する。

## 概要
この小説は、戦後日本が西側と東側に分断された「分断国家」として設定されており、戦中から戦後にかけての冷戦世界が史実とは違う歴史を歩んでいる。例えば史実では1945年8月15日にポツダム宣言を受け入れ日本は降伏しているが、この小説では8月4日にソビエト軍が北海道に上陸、8月17日に世界初の原子爆弾が事故により富士山火口に投下されている。9月24日に東経139度線を境に西側を米国・英国、東側をソビエト連邦が占領し、分割された日本の戦後が始まる。
小説は1990年代の昭和天皇崩御から始まる（史実では1989年1月7日）。架空の歴史の中で、田中角栄・三島由紀夫（平岡公威）・中曽根康弘・長嶋茂雄・加山雄三（池端直亮）・北島三郎（大野穣）・明石家さんま（杉本高文）など、実在の人物が全く違う立場で生きており、東西分割された日本も西ドイツと東ドイツ、南北朝鮮など実在の分断国家とは違った描かれ方をされている。例えば西側の「大日本国（The Japan）」は、多くの公的サービスを私企業が担う拝金主義国家として描かれ、主立った日本企業がアメリカ企業を買収しており、吉本興業創業者一族が政治家として権勢を振るっている。一方で、東側の「日本人民民主主義共和国」では「日本統一労働党」による社会主義国家となっており、戦前から存在した日本共産党はソ連の独裁者・スターリンに信用されず、排除されている。史実の社会主義国と同様、経済は停滞し、国民の生活は貧しいが、社会主義国の中では異質かつ優等生的存在となっている。
このように、東西に分断された日本を矢作独特のパロディとスラップスティックで描いている。

## 評価
福田和也は『作家の値うち』の中で、90点と高い評価をしており「膨大な言及、パロディ、皮肉、あてこすり等は、総体として到底理解不可能であり、文庫版では著者による注釈が付されるべきだが、意地悪な作家は拒否するだろう。現代小説の中で、もっとも翻訳されるべき作品である」としている。
大森望は「あえて分類するなら一種の改変歴史（オルタネートヒストリー）SF（歴史改変SF）ですが、最大の特徴は、実在の人物が別の顔でばんばん登湯するところ」「異常な熱意をもって構築された壮大精緻なオルタネートヒストリーが驚天動地のクライマックスに向かってぐんぐん盛り上がってゆく後半は圧巻。ところどころギャグが滑ってる気がしないでもないが、冒険小説としても無敵の面白さを誇る。年末の娯楽大作群の中でも異彩を放つ傑作」と評している。
椎名誠はドゥマゴ文学賞の選評で「日本の文学の既成概念を、かなり計算された剛腕で、暴力的にぶち破るこの小説は、極めて強烈なキャラクターと、攻撃的な武具を身にまとっていて、読む者をそいつできりきり刺しこんできます。恣意的な毒を常に発散している作品です」と評している。

## 主要な登場人物
多くの実在の人物が登場する。主人公である「私」もある人物と同じ名前である。
私
CNNの特派員。黒人。学生時代ライシャワーに師事しており、日本語と日本文化に堪能。表向きは「昭和の終わり」を取材するために大日本国（西側）に派遣されるが、田中角栄の周辺から接触があったため、東側に潜入することとなる。

東側
田中角栄
東日本の反政府ゲリラ「独立農民労働党」の党首。共産主義のようなイデオロギーよりも地縁血縁による人間関係が重きを成している新潟県においては、現地の秘密警察など行政機関に対しても多大な影響力を持っている。
中曽根康弘
日本統一労働党書記長。「大車輪政策」「改正憲法第9条」などを打ち出す。
平岡公威（三島由紀夫）
田中角栄の側近。

西側
吉本シヅ子（笠置シヅ子）
大日本国総理大臣。吉本興業創業者一族。
ライシャワー
外国人。主人公の恩師。戦後西日本の京都大学に招聘されるも、西日本標準語を嫌ったため松山に左遷される。帰国後主人公の大学で日本文化を教えるが、自作の味噌や豆腐を食べさせ、主人公は納豆や豆腐が嫌いになりそうになる。

## 書誌情報
単行本
- 『あ・じゃ・ぱん』 上、新潮社、1997年11月。ISBN 978-4-1037-7504-1。
- 『あ・じゃ・ぱん』 下、新潮社、1997年11月。ISBN 978-4-1037-7505-8。
- 『あ・じゃ・ぱん』（新装版）角川書店、2002年3月。ISBN 978-4-0487-3347-2。

文庫本
- 『あ・じゃ・ぱん!』 上、KADOKAWA〈角川文庫〉、2009年11月25日。ISBN 978-4-0416-1657-4。
- 『あ・じゃ・ぱん!』 下、KADOKAWA〈角川文庫〉、2009年11月25日。ISBN 978-4-0416-1658-1。